# Keith Hunter Jesperson
Keith Hunter Jesperson (Chilliwack, 6 aprile 1955) è un serial killer canadese con cittadinanza statunitense che ha ucciso almeno otto donne negli Stati Uniti durante i primi anni '90.
Fu soprannominato "Happy Face Killer" perché disegnava faccine sorridenti sulle sue numerose lettere ai media e alle autorità. Molte delle sue vittime erano prostitute e senzatetto che non avevano alcun legame con lui. Lo strangolamento era il metodo di omicidio preferito da Jesperson, lo stesso metodo che usava spesso per uccidere gli animali da bambino.
Dopo il ritrovamento del corpo della sua prima vittima, Taunja Bennett, l'attenzione dei media si spostò su Laverne Pavlinac, una donna che confessò falsamente di aver ucciso Bennett con l'aiuto del suo fidanzato, John Sosnovske. Infastidito dal fatto che non ricevesse alcuna attenzione da parte dei media, Jesperson disegnò una faccina sorridente sul muro di un bagno a centinaia di miglia dalla scena del crimine e scrisse una lettera anonima in cui confessava l'omicidio di Bennett, fornendo le prove. Vedendo che non ci fu nessuna reazione, iniziò a scrivere lettere ai media e alle autorità.
L'ultima vittima di Jesperson fu quella che portò alla sua cattura. Nonostante avesse confessato di aver ucciso almeno 185 persone, solo otto omicidi sono stati confermati. Jesperson è stato condannato all'ergastolo senza possibilità di libertà condizionata e sta scontando la pena nel Penitenziario statale dell'Oregon.

## Biografia

### Primi anni di vita
Keith Hunter Jesperson è nato il 6 aprile 1955 da Leslie (Les) e Gladys Jesperson a Chilliwack, British Columbia, Canada, terzo di cinque fratelli e sorelle. Il padre di Jesperson era un alcolizzato prepotente e, secondo Jesperson, suo nonno paterno era incline alla violenza. Il padre di Jesperson ha negato di essere stato un genitore violento; tuttavia, durante le indagini per il suo libro sull'assassino, l'autore Jack Olsen fu in grado di confermare gran parte degli abusi dichiarati con altri membri della famiglia.
Trattato come un emarginato dalla sua stessa famiglia e preso in giro da altri bambini per le sue grandi dimensioni in giovane età, Jesperson era un bambino solitario che mostrava una propensione a torturare e uccidere animali. Dopo essersi trasferito a Selah, nello stato di Washington, Stati Uniti, ebbe problemi ad ambientarsi e a fare amicizia a causa delle sue grandi dimensioni. I suoi fratelli non lo aiutarono, invece lo soprannominarono "Igor" o "Ig", un nome che gli rimase per tutti gli anni della scuola. Per questo motivo, Jesperson era un bambino timido, contento di giocare da solo per la maggior parte del tempo. Spesso si metteva nei guai per essersi comportato male, a volte in modo violento, e veniva severamente punito dal padre. Ciò includeva percosse (a volte con una cintura davanti ad altri) e, in un caso, ricevette una scossa elettrica.
Già in tenera età, a soli cinque anni, Jesperson catturava e torturava gli animali. Gli piaceva guardare gli animali che si uccidevano a vicenda così come la sensazione che provava nel togliergli la vita. Questo continuò man mano che cresceva. Jesperson catturava uccelli e cani e gatti randagi intorno al parcheggio per roulotte dove viveva con la sua famiglia, picchiando duramente gli animali e poi strangolandoli a morte, cosa che - affermava - rendeva suo padre orgoglioso. Negli anni successivi, Jesperson raccontò che pensava spesso a come sarebbe stato fare lo stesso con un umano.
Quel desiderio si manifestò in due tentati omicidi. Il primo avvenne quando Jesperson aveva circa 10 anni, quando era amico di un ragazzo di nome Martin. I due si mettevano spesso nei guai insieme, e Jesperson sosteneva di essere stato spesso punito molte volte per le cose che Martin aveva fatto e lui veniva incolpato. Ciò portò Jesperson ad attaccare violentemente Martin fino a quando suo padre non lo allontanò, affermando in seguito che la sua intenzione fosse quella di uccidere il ragazzo. Circa un anno dopo, Jesperson stava nuotando in un lago quando un altro ragazzo lo tenne sott'acqua finché non svenne. Qualche tempo dopo, in una piscina pubblica, Jesperson tentò di affogare lo stesso ragazzo tenendogli la testa sott'acqua finché un bagnino non lo portò via.
Jesperson riferì di essere stato violentato all'età di 14 anni. Si diplomò al liceo nel 1973, ma non frequentò il college perché suo padre non credeva che potesse farcela. Sebbene Jesperson non avesse successo con le ragazze al liceo, non avendo mai nemmeno frequentato un ballo scolastico o il suo ballo di fine anno, iniziò una relazione dopo il liceo. Nel 1975, quando aveva 20 anni, sposò Rose Hucke e la coppia ebbe tre figli: due femmine e un maschio. Jesperson lavorò come camionista per sostenere la famiglia.
Diversi anni dopo, Hucke iniziò a sospettare che Jesperson avesse delle relazioni quando ricevette chiamate da delle sconosciute. La tensione nel matrimonio aumentò e dopo quattordici anni, mentre Jesperson era in viaggio, Hucke fece i bagagli per lei e per la prole e si trasferì a 360 km di distanza per vivere coi suoi genitori a Spokane, Washington. La figlia maggiore, Melissa, aveva dieci anni. Jesperson continuò a trascorrere del tempo con i suoi figli quando era in città. La coppia ha divorziato nel 1990.
A 35 anni, alto 2,02 me e con un peso di 110 kg, Jesperson iniziò ad avere l'obiettivo di entrare nella Royal Canadian Mounted Police (RCMP), ma ebbe un infortunio mentre si allenava per tale scopo. Tornò a fare il camionista dopo essersi trasferito a Cheney. Jesperson si rese presto conto che il suo lavoro gli permetteva di uccidere senza destare sospetti.

### Il primo crimine

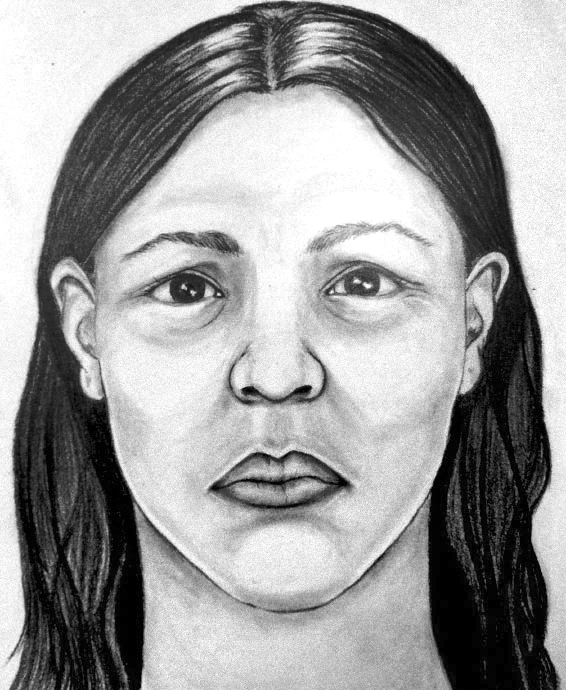
Ricostruzione facciale della donna non identificata trovata nel 1993, che, affermò Jesperson, si chiamava "Carla" o "Cindy".

La prima vittima conosciuta di Jesperson fu Taunja Bennett il 21 gennaio 1990, vicino a Portland, in Oregon. Si presentò a Bennett in un bar e la invitò in una casa che stava per affittare. Dopo averci litigato, la strangolò e si sbarazzò del corpo. All'inizio delle indagini sull'omicidio di Bennett, Laverne Pavlinac lesse le notizie che riguardavano la sua morte e la vide come un'opportunità per forzare la fine della relazione abusiva a lungo termine che aveva avuto col suo fidanzato, John Sosnovske.
Pavlinac organizzò un incontro con gli investigatori e fornì una falsa confessione, usando i dettagli che aveva letto sul giornale per raccontare una storia dettagliata di come Sosnovske l'aveva costretta a violentare, uccidere e a sbarazzarsi del corpo di Bennett. Pavlinac e Sosnovske furono entrambi arrestati il 5 marzo 1990 ed entrambi furono condannati per l'omicidio l'8 febbraio 1991. Per evitare la possibilità di affrontare la pena di morte, Sosnovske non si oppose. Fu condannato all'ergastolo mentre Pavliniac fu condannata a non meno di 10 anni, una sentenza più alta di quanto si aspettasse. Pavlinac ha presto ammesso di aver inventato tutta la storia, ma le sue dichiarazioni furono ignorate.
Il 7 gennaio 1996, più di cinque anni dopo la condanna, Pavlinac e Sosnovske vennero rilasciati dal carcere dopo che Jesperson e il suo avvocato offrirono la sua confessione con prove convincenti della sua colpevolezza, come l'aver fornito agli agenti di polizia la posizione della borsa della vittima. La borsa non era stata trovata sulla scena del crimine e la sua posizione era considerata un'informazione che solo l'assassino poteva sapere.

### Gli altri delitti
Il 30 agosto 1992 un corpo ancora non identificato di una donna che Jesperson aveva violentato e strangolato fu trovato vicino a Blythe, in California, negli Stati Uniti. Jesperson disse che la Jane Doe si chiamava Claudia. Un mese dopo, a Turlock, sempre in California, fu scoperto il corpo di Cynthia Lyn Rose. Jesperson afferma che Rose era una prostituta che era entrata nel suo camion a un'area di sosta mentre dormiva. La sua quarta vittima fu un'altra prostituta, Laurie Ann Pentland di Salem, in Oregon, il cui corpo fu ritrovato nel novembre 1992. Secondo Jesperson, Pentland tentò di raddoppiare la tariffa le aveva proposto per fare sesso con lei. Minacciò di chiamare la polizia e lui l'ha strangolata.
Jesperson uccise la successiva vittima nel giugno 1993 a Santa Nella, in California. Era una donna non identificata che lui asserì chiamarsi "Carla" o "Cindy." La polizia inizialmente ritenne la causa della morte una overdose. Nel settembre 1994, un'altra Jane Doe fu ritrovata a Crestview, in Florida. Jesperson dichiarò che il suo nome era Susanne.
Jesperson venne arrestato il 30 marzo 1995, per l'omicidio di Julie Winningham. Era stato interrogato dalla polizia una settimana prima, ma non avevano prove sufficienti per arrestarlo dopo che si era rifiutato di parlare. Nei giorni seguenti, Jesperson decise che sarebbe stato sicuramente arrestato e dopo due tentativi di suicidio confessò, sperando che ciò avrebbe alleggerito la condanna. Mentre era in custodia, Jesperson iniziò a rivelare i dettagli delle sue uccisioni e a fare affermazioni su molti altri, la maggior parte delle quali in seguito ritrattò. Pochi giorni prima del suo arresto, scrisse una lettera al fratello in cui confessò di aver ucciso otto persone nel corso di cinque anni. Ciò ha portato le agenzie di polizia di diversi stati a riaprire vecchi casi, molti dei quali risultarono essere possibili vittime di Jesperson.
Sebbene Jesperson a un certo punto avesse affermato di aver ucciso ben 185 vittime, solo le otto donne uccise a Washington, Oregon, California, Florida, Nebraska e Wyoming sono state confermate. Sta scontando tre ergastoli consecutivi presso il penitenziario statale dell'Oregon a Salem. Nel settembre 2009, Jesperson fu incriminato nella contea di Riverside, in California, con l'accusa di omicidio; ed è stato estradato nel dicembre 2009. È stato condannato per un altro omicidio e ha ricevuto una quarta condanna all'ergastolo nel gennaio 2010.

### "Happy Face Killer"
Dopo l'omicidio di Bennett, poiché tutta l'attenzione era rivolta a Pavlinac e Sosnovske, Jesperson scrisse una confessione sul muro del bagno di un'area di sosta per camion e la firmò con una faccina sorridente. Questo non portò all'attenzione che desiderava, così scrisse lettere ai media e ai dipartimenti di polizia confessando i suoi omicidi, a partire da una lettera di sei pagine a The Oregonian in cui rivelò i dettagli delle sue uccisioni. Jesperson firmava ogni lettera con una faccina sorridente. Ciò portò Phil Stanford, il giornalista che lavorava alla storia per The Oregonian, a soprannominare Jesperson "The Happy Face Killer".

## La figlia di Jesperson
Nel novembre 2008 la figlia di Jesperson, Melissa G. Moore, apparve su Dr. Phil per parlare di suo padre. È apparsa anche in The Oprah Winfrey Show, nella serie della rete Lifetime Movies Monster in My Family, e in uno speciale 20/20 su ABC.
Nel 2008 la Moore ha pubblicato un libro intitolato Shattered Silence: The Untold Story of a Serial Killer's Daughter. La Moore racconta di aver vissuto con Jesperson fino al divorzio dei suoi genitori nel 1990, e di aver notato come suo padre fosse diverso quando lei era alle elementari. La loro casa confinava con un meleto e Jesperson uccideva gatti randagi e roditori che vagavano nelle vicinanze. Un giorno vide, inorridita, il padre appendere i gattini randagi allo stendibiancheria della famiglia. Corse a prendere sua madre e, quando tornarono, i gattini giacevano a terra morti. Guardava ridendo i gattini che si aggrappavano l'un l'altro per scappare, poi li uccideva.
Scrisse un articolo riguardante il padre per la BBC nel novembre 2014. Nel marzo 2018, è apparsa in un episodio, intitolato "Metti su una faccia felice"(Put on a happy face), della serie poliziesca Investigation Discovery , Evil Lives Here. È stata inoltre corrispondente per il Crime Watch Daily. Nel settembre 2018, la rete di podcast HowStuffWorks ha iniziato a pubblicare uno show chiamato Happy Face con interviste a Melissa sulla sua infanzia e suo padre. La serie ha avuto 12 episodi. Nel giugno 2021 è apparso un trailer su iTunes per un nuovo podcast sul crimine chiamato Life After Happy Face, che sarà condotto da Melissa Moore e dalla criminologa forense Dr. Laura Pettler